# Cyperus pacificus
Cyperus pacificus là loài thực vật có hoa trong họ Cói. Loài này được (Ohwi) Ohwi mô tả khoa học đầu tiên năm 1944.

## Hình ảnh

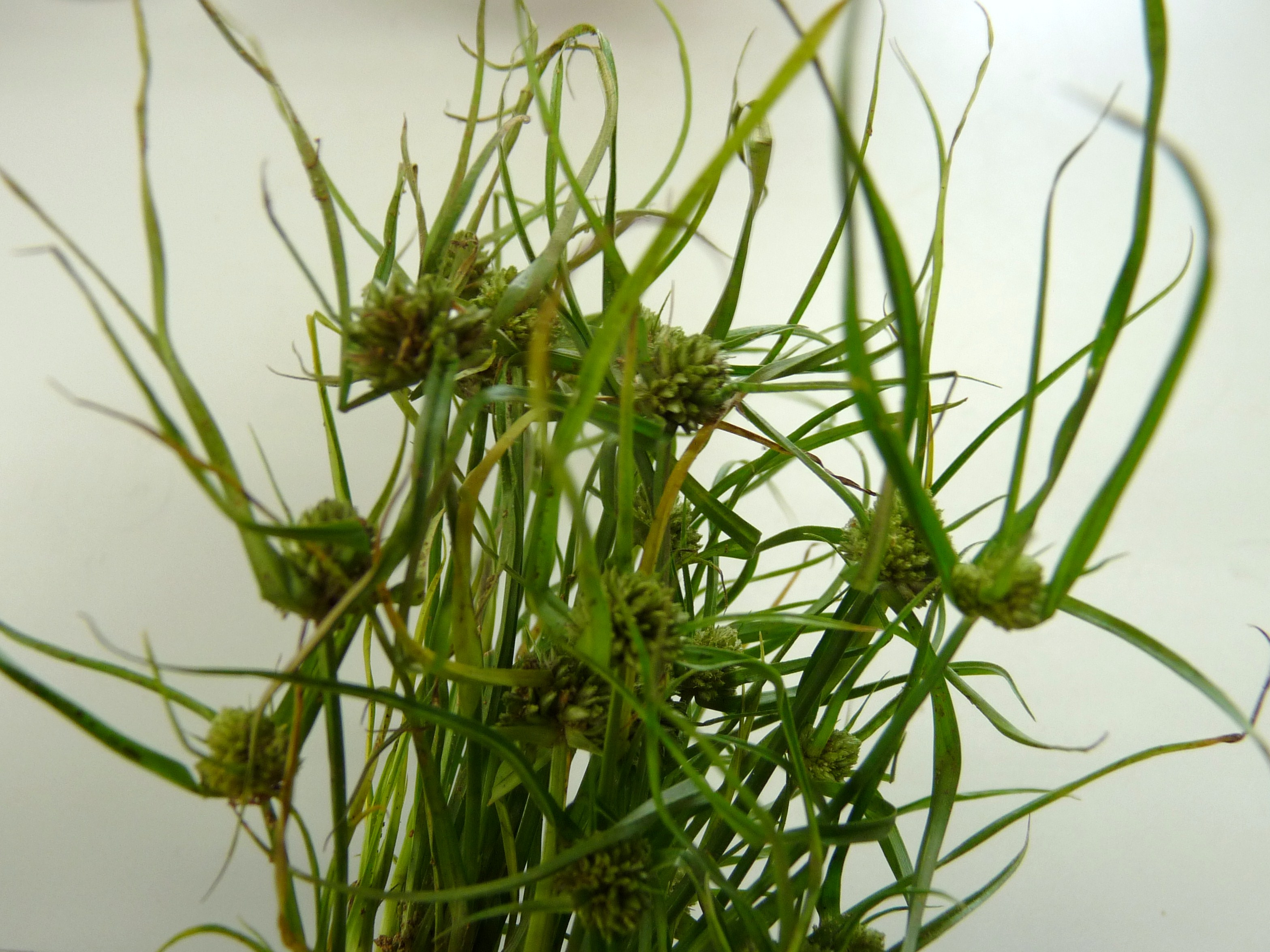